# André Lotterer
André Lotterer, né le 19 novembre 1981 à Duisbourg, est un pilote automobile allemand et Belge. Ancien pilote essayeur de l'écurie Jaguar en Formule 1, il évolue depuis 2003 dans les championnats de Formula Nippon et Super GT au Japon. Triple vainqueur des 24 Heures du Mans avec Marcel Fässler et Benoît Tréluyer en 2011, 2012 et 2014, il a également pris le départ du Grand Prix de Belgique 2014 de Formule 1 avec Caterham F1 Team.
En 2017, il débute en Formule E chez Techeetah avec Jean-Éric Vergne. Après 2 saisons dans l'écurie chinoise, André Lotterer rejoint l'équipe Porsche à partir de la saison 2019-2020.

## Biographie

### Les débuts

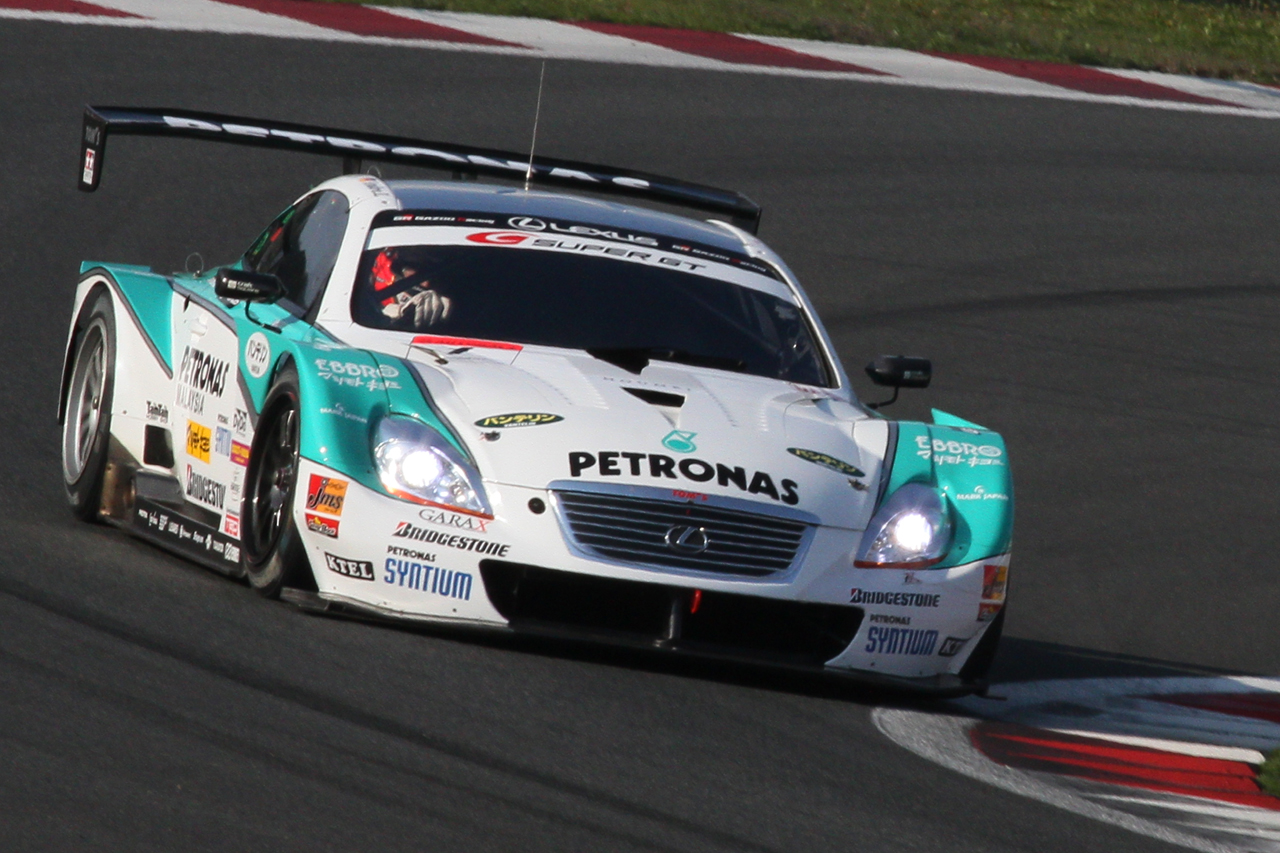
André Lotterer lors des qualifications des 400 km de Fuji en 2010.

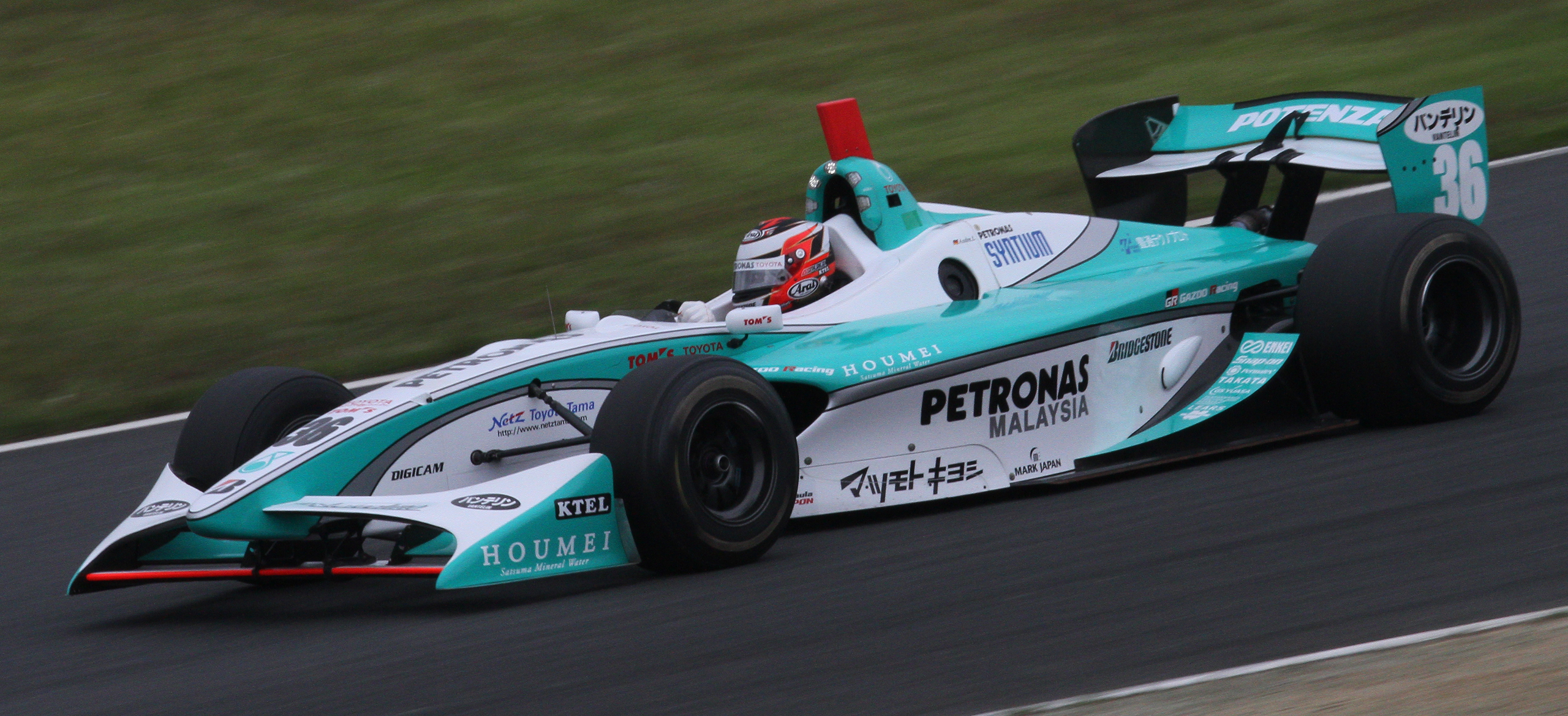
André Lotterer à Motegi en 2010.

Son père, Henri Lotterer, a travaillé comme ingénieur d'équipe chez RAS-Sport,.
Après trois années de karting, André Lotterer fait ses débuts en monoplace dans le championnat de Formule BMW junior, qu'il remporte dès sa première participation en 1998. En 1999, il est sacré champion de Formule BMW ADAC avec 15 victoires en 18 courses ; il remporte parallèlement une manche du championnat d'Eurocup Formule Renault. Sa progression se poursuit en 2000 en championnat d'Allemagne de Formule 3 où il se classe quatrième avec trois victoires.
Fin 2000, il devient pilote de développement l'écurie Jaguar Racing avec laquelle il effectue ses premiers tours de roue en Formule 1. En 2001, il participe au championnat de Grande-Bretagne de Formule 3 au sein du « junior team » Jaguar et termine septième avec une victoire. Il conserve malgré tout la confiance de Jaguar qui fait de lui un de ses pilotes-essayeurs jusqu'en 2003, sans décrocher un volant de pilote titulaire.
Fin 2002, il dispute une manche du championnat CART pour le Dale Coyne Racing avant de partir, en 2003, au Japon pour disputer simultanément les championnats de Formula Nippon (monoplace) et Super GT (endurance) au sein de l'écurie de Satoru Nakajima. Lotterer termine cinquième de la Formula Nippon en 2003, vice-champion en 2004 avec deux victoires puis quatrième en 2005 avec deux nouvelles victoires. En 2006, il quitte le Nakajima Racing pour rejoindre l'écurie TOM'S avec laquelle il remporte le titre en Super GT en 2006 et 2009 sur une Lexus SC430 en équipage avec Juichi Wakisaka.
Le 20 août 2014, Caterham F1 Team confirme son engagement pour le Grand Prix automobile de Belgique, où il remplace Kamui Kobayashi,,. Après avoir battu son coéquipier Marcus Ericsson en qualification, il renonce dans le deuxième tour de course après un problème de moteur.

### 2003-2017: succès en Formula Nipon / Super Formula
André Lotterer est titulaire au Japon dans le Championnat de Formula Nipon / Super Formula entre 2003 et 2017. Il deviendra rapidement un des pilotes avec le plus grand palmarès de la catégorie avec 126 courses et 24 victoires à son actif. Il est sacré Champion de la catégorie en 2011. Il quitte le Championnat en 2017 après 15 saisons.

### 2014: pige en Formule 1 avec Catheram
En 2014, André Lotterer est annoncé titulaire chez Catheram aux côtés de Marcus Ericsson pour le Grand prix de Belgique. Il apprend beaucoup lors des essais libres et bat le Suédois en Qualification avant de devoir abandonner au 2e tour de la course sur problème mécanique.

### 2017-2019: Formule E avec DS Techeetah aux côtés de Jean-Eric Vergne
Pour les saisons 2017-2018 et 2018-2019. André Lotterer effectuera ses deux premières saisons en Formule E aux côtés de Jean-Eric Vergne (sacré double-Champion). Il effectuera 26 chez Techeetah et montera sur 4 podiums mais sera largement dominé par son coéquipier qui sera sacré double Champion de la catégorie ces mêmes saisons.

### Depuis 2020: Formule E avec Porsche
À partir de la saison 2019-2020, il est transféré chez la nouvelle équipe Allemande Porsche qui a rejoint la Formule E. Il est aux côtés du Suisse Néel Jani pour 2019-2020 qu'il terminera 8e du Championnat avec deux podiums. La saison 2020-2021 est plus compliquée, dominé par son nouveau coéquipier Pascal Wehrlein. Il termine ainsi 18e du Championnat du monde avec 1 seul podium. En 2022, il reste chez Porsche aux côtés de Pascal Wehrlein pour sa 5e saison en Formule E.

## Résultats en Formula Nipon / Super Formula (2003-2017)
| Saison | Écurie              | Courses | Victoires | Podiums | Meilleurs tours | Pole positions | Points | Classement |
| ------ | ------------------- | ------- | --------- | ------- | --------------- | -------------- | ------ | ---------- |
| 2003   | Nakajima Racing     |         |           |         |                 |                | 22     | 5e         |
| 2004   | Nakajima Racing     |         |           |         |                 |                | 33     | 2e         |
| 2005   | Nakajima Racing     |         |           |         |                 |                | 20     | 4e         |
| 2006   | Team TOM's          |         |           |         |                 |                | 30     | 3e         |
| 2007   | Team TOM's          |         |           |         |                 |                | 37     | 5e         |
| 2008   | Petronas Team TOM's |         |           |         |                 |                | 49     | 3e         |
| 2009   | Petronas Team TOM's |         |           |         |                 |                | 39     | 3e         |
| 2010   | Petronas Team TOM's |         |           |         |                 |                | 43     | 2e         |
| 2011   | Petronas Team TOM's |         |           |         |                 |                | 56     | Champion   |
| 2012   | Petronas Team TOM's |         |           |         |                 |                | 38     | 4e         |
| 2013   | Petronas Team TOM's |         |           |         |                 |                | 37     | 2e         |
| 2014   | Petronas Team TOM's |         |           |         |                 |                | 34,5   | 3e         |
| 2015   | Petronas Team TOM's |         |           |         |                 |                | 40     | 3e         |
| 2016   | Vantelin Team TOM's |         |           |         |                 |                | 30     | 2e         |
| 2017   | Vantelin Team TOM's |         |           |         |                 |                | 21     | 6e         |

## Résultats aux 24 Heures du Mans
| Année | Classe   | No | Pneumatiques | Véhicule                                                        | Écurie                | Équipiers                           | Tours | Pos. | Classe Pos. |
| ----- | -------- | -- | ------------ | --------------------------------------------------------------- | --------------------- | ----------------------------------- | ----- | ---- | ----------- |
| 2009  | LMP1     | 14 | M            | Audi R10 TDI Audi TDI 5,5 L Turbo V12 (Diesel)                  | Team Kolles           | Narain Karthikeyan Charles Zwolsman | 369   | 7e   | 7e          |
| 2010  | LMP1     | 8  | M            | Audi R15+ TDI Audi TDI 5,5 L Turbo V10 (Diesel)                 | Audi Sport Team Joest | Marcel Fässler Benoît Tréluyer      | 396   | 2e   | 2e          |
| 2011  | LMP1     | 2  | M            | Audi R18 TDI Audi TDI 3,7 L Turbo V6 (Diesel)                   | Audi Sport Team Joest | Marcel Fässler Benoît Tréluyer      | 355   | 1er  | 1er         |
| 2012  | LMP1     | 1  | M            | Audi R18 e-tron quattro Audi TDI 3,7 L Turbo V6 (Hybrid Diesel) | Audi Sport Team Joest | Marcel Fässler Benoît Tréluyer      | 378   | 1er  | 1er         |
| 2013  | LMP1     | 1  | M            | Audi R18 e-tron quattro Audi TDI 3,7 L Turbo V6 (Hybrid Diesel) | Audi Sport Team Joest | Marcel Fässler Benoit Tréluyer      | 338   | 5e   | 5e          |
| 2014  | LMP1-H   | 2  | M            | Audi R18 e-tron quattro Audi TDI 4,0 L Turbo V6 (Hybrid Diesel) | Audi Sport Team Joest | Marcel Fässler Benoît Tréluyer      | 379   | 1er  | 1er         |
| 2015  | LMP1     | 7  | M            | Audi R18 e-tron quattro Audi TDI 4,0 L Turbo V6 (Hybrid Diesel) | Audi Sport Team Joest | Marcel Fässler Benoit Tréluyer      | 393   | 3e   | 3e          |
| 2016  | LMP1     | 7  | M            | Audi R18 Audi TDI 4,0 L Turbo Diesel V6 (Hybrid)                | Audi Sport Team Joest | Marcel Fässler Benoit Tréluyer      | 367   | 4e   | 4e          |
| 2017  | LMP1     | 1  | M            | Porsche 919 Hybrid Porsche 2,0 L Turbo V4 (Hybrid)              | Porsche LMP Team      | Neel Jani Nick Tandy                | 318   | Abd. | Abd.        |
| 2018  | LMP1     | 1  | M            | Rebellion R13 Gibson GK458 4,5 L V8 Atmo                        | Rebellion Racing      | Neel Jani Bruno Senna               | 375   | 4e   | 4e          |
| 2019  | LMP1     | 1  | M            | Rebellion R13 Gibson GK458 4,5 L V8 Atmo                        | Rebellion Racing      | Neel Jani Bruno Senna               | 376   | 4e   | 4e          |
| 2023  | Hypercar | 6  | M            | Porsche 963 Porsche 9RD 4.6L V8 Bi-Turbo                        | Porsche Team Penske   | Kévin Estre Laurens Vanthoor        | 320   | 22e  | 8e          |
| 2024  | Hypercar | 6  | M            | Porsche 963 Porsche 9RD 4.6L V8 Bi-Turbo                        | Porsche Team Penske   | Kévin Estre Laurens Vanthoor        | 311   | 4e   | 4e          |

## Résultat aux 12 Heures de Sebring (2012)
| Année | Classe | no | Pneumatiques | Véhicule                                     | Écurie                | Équipiers                      | Tours | Pos. | Classe Pos. |
| ----- | ------ | -- | ------------ | -------------------------------------------- | --------------------- | ------------------------------ | ----- | ---- | ----------- |
| 2012  | LMP1   | 1  | M            | Audi R18 TDI Audi TDI 3.7L Turbo V6 (Diesel) | Audi Sport Team Joest | Marcel Fässler Benoit Tréluyer | 310   | 16e  | 5e          |

## Résultats aux 24 Heures de Spa (2012-2017)
| Année | Classe  | no | Pneumatiques | Véhicule                        | Écuries                    | Équipiers                        | Tours | Pos. | Classe Pos. |
| ----- | ------- | -- | ------------ | ------------------------------- | -------------------------- | -------------------------------- | ----- | ---- | ----------- |
| 2012  | GT3 Pro | 6  | M            | Audi R8 LMS Ultra Audi 5.2L V10 | Audi Sport Team Phoenix    | Marcel Fässler Tom Kristensen    | 501   | 6e   | 5e          |
| 2013  | Pro     | 2  | P            | Audi R8 LMS Ultra Audi 5.2L V10 | Belgian Audi Club Team WRT | Christopher Mies Frank Stippler  | 558   | 3e   | 3e          |
| 2014  | Pro     | 2  | P            | Audi R8 LMS Ultra Audi 5.2L V10 | Belgian Audi Club Team WRT | Marcel Fässler Benoit Tréluyer   | 516   | 12e  | 8e          |
| 2015  | Pro     | 6  | P            | Audi R8 LMS Ultra Audi 5.2L V10 | Audi Sport Team Phoenix    | Marcel Fässler Mike Rockenfeller | 530   | 5e   | 4e          |
| 2017  | Pro     | 5  | P            | Audi R8 LMS Audi 5.2L V10       | Audi Sport Team WRT        | Marcel Fässler Dries Vanthoor    | 541   | 11e  | 11e         |

## Résultats aux 24 Heures du Nürburgring (2009-2018)
| Année | Classe  | no | Pneumatiques | Véhicule                            | Écurie              | Équipiers                                           | Tours | Pos. | Classe Pos. |
| ----- | ------- | -- | ------------ | ----------------------------------- | ------------------- | --------------------------------------------------- | ----- | ---- | ----------- |
| 2009  | SP8     | 15 | F            | Lexus LFA Lexus 1LR-GUE 4.8L V10    | Toyota Gazoo Racing | Armin Hahne Hiromu Naruse Jochen Krumbach           |       | Abd. | Abd.        |
| 2010  | SP8     | 51 | F            | Lexus LFA Lexus 1LR-GUE 4.8L V10    | Toyota Gazoo Racing | Armin Hahne Jochen Krumbach                         |       | Abd. | Abd.        |
| 2011  | SP8     | 87 | F            | Lexus LFA Lexus 1LR-GUE 4.8L V10    | Toyota Gazoo Racing | Takayuki Kinoshita Juichi Wakisaka                  | 83    | 134e | 7e          |
| 2018  | SP9 GT3 | 17 | M            | Porsche GT3 R Porsche 3.8L Flat-six | KÜS Team75 Bernhard | Michael Christensen Matteo Cairoli Jörg Bergmeister | 128   | 21e  | 19e         |

## Championnat du monde d'endurance (WEC) (2012-2019)
| Année     | Écurie                | Classe | Châssis                 | Moteur                                  | 1        | 2     | 3       | 4     | 5     | 6      | 7       | 8     | 9     | Pos.     | Points |
| --------- | --------------------- | ------ | ----------------------- | --------------------------------------- | -------- | ----- | ------- | ----- | ----- | ------ | ------- | ----- | ----- | -------- | ------ |
| 2012      | Audi Sport Team Joest | LMP1   | Audi R18 e-tron quattro | Audi TDI 3,7 L Turbo V6 (Hybrid Diesel) | SEB 11   | SPA 2 | LMS 1   | SIL 1 | SÃO 2 | BHR 1  | FUJ 2   | SHA 3 |       | Champion | 172,5  |
| 2013      | Audi Sport Team Joest | LMP1   | Audi R18 e-tron quattro | Audi TDI 3,7 L Turbo V6 (Hybrid Diesel) | SIL 2    | SPA 1 | LMS 5   | SÃO 1 | COA 3 | FUJ 14 | SHA 1   | BHR 2 |       | 2e       | 149,25 |
| 2014      | Audi Sport Team Joest | LMP1   | Audi R18 e-tron quattro | Audi TDI 4,0 L Turbo V6 (Hybrid Diesel) | SIL Ret  | SPA 5 | LMS 1   | COA 1 | FUJ 6 | SHA 4  | BHR 4   | SÃO 5 |       | 2e       | 127    |
| 2015      | Audi Sport Team Joest | LMP1   | Audi R18 e-tron quattro | Audi TDI 4,0 L Turbo V6 (Hybrid Diesel) | SIL 1    | SPA 1 | LMS 3   | NÜR 3 | COA 2 | FUJ 3  | SHA 3   | BHR 2 |       | 2e       | 161    |
| 2016      | Audi Sport Team Joest | LMP1   | Audi R18                | Audi TDI 4,0 L Turbo Diesel V6 (Hybrid) | SIL EX   | SPA 5 | LMS 4   | NÜR 3 | MEX 2 | COA 6  | FUJ Ret | SHA 6 | BHR 2 | 5e       | 104    |
| 2017      | Porsche LMP Team      | LMP1   | Porsche 919 Hybrid      | Porsche 2,0 L Turbo V4 (Hybrid)         | SIL 3    | SPA 4 | LMS Ret | NÜR 2 | MEX 2 | COA 2  | FUJ 3   | SHA 3 | BHR 3 | 4e       | 128    |
| 2018-2019 | Rebellion Racing      | LMP1   | Rebellion R13           | Gibson 4,5 L atmosphérique              | SPA Dsq. | LMS 4 | SIL 2   | FUJ 3 | SHA 4 | SEB    | SPA 5   | LMS 4 |       | 5e       | 91     |

## Résultats en championnat du monde de Formule 1 (2014)
| Saison | Écurie           | Châssis | Moteur               | Pneus   | GP disputés | Victoires | Pole positions | Meilleurs tours | Abandons | Points inscrits | Classement |
| ------ | ---------------- | ------- | -------------------- | ------- | ----------- | --------- | -------------- | --------------- | -------- | --------------- | ---------- |
| 2014   | Caterham F1 Team | CT05    | Renault Energy F1 V6 | Pirelli | 1           | 0         | 0              | 0               | 1        | 0               | 24e        |

## Résultats en Championnat du monde de Formule E (depuis 2018)
| Saison    | Ecurie                           | Coéquipier       | ePrix | Victoires | Podiums | Meilleurs tours | Pôles positions | Pts | Pos |
| --------- | -------------------------------- | ---------------- | ----- | --------- | ------- | --------------- | --------------- | --- | --- |
| 2017-2018 | Techeetah Formula E Team         | Jean-Eric Vergne | 12    | 0         | 2       | 0               | 0               | 64  | 8e  |
| 2018-2019 | DS Techeetah Formula E Team      | Jean-Eric Vergne | 13    | 0         | 2       | 2               | 1               | 86  | 8e  |
| 2019-2020 | TAG Hauer Porsche Formula E Team | Néel Jani        | 11    | 0         | 2       | 1               | 1               | 71  | 8e  |
| 2020-2021 | TAG Hauer Porsche Formula E Team | Pascal Wehrlein  | 15    | 0         | 1       | 0               | 0               | 58  | 17e |
| 2021-2022 | TAG Hauer Porsche Formula E Team | Pascal Wehrlein  | 16    | 0         | 1       | 0               | 0               | 63  | 12e |

## Titres en sport automobile

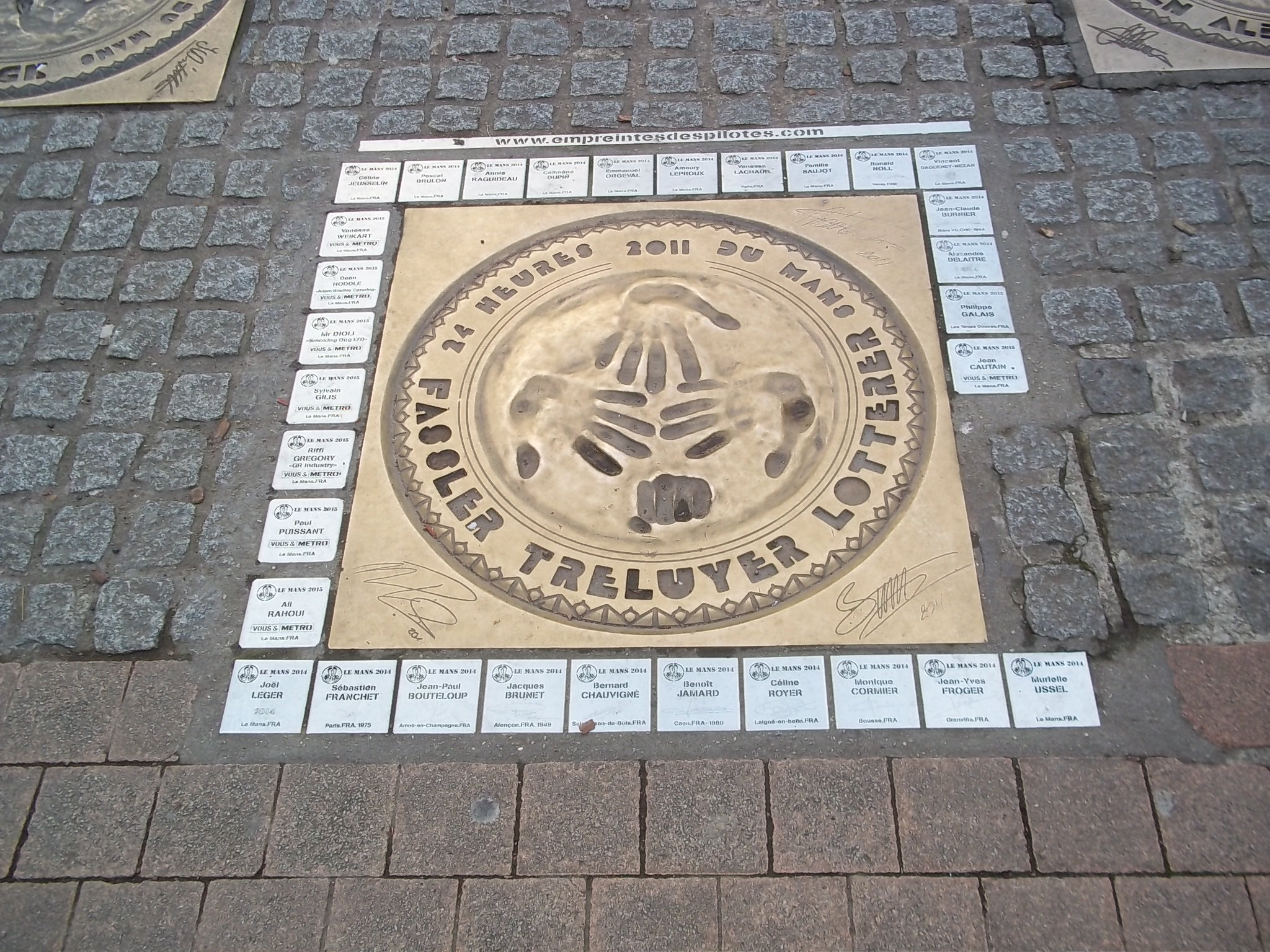
Empreintes des vainqueurs des 24 heures 2011 - Walk of fame - Le Mans

- Champion de Formule BMW junior en 1998
- Champion de formule BMW ADAC (15 victoires en 18 courses) en 1999
- Champion de Super GT (catégorie GT500) en 2006 et 2009
- Champion de Formula Nippon en 2011
- Vainqueur des 24 Heures du Mans (catégorie LMP1) en 2011, 2012 et 2014
- Vainqueur du Championnat du monde d'endurance FIA en 2012